# ImageMagick
 (septembre 2012).
Si vous disposez d'ouvrages ou d'articles de référence ou si vous connaissez des sites web de qualité traitant du thème abordé ici, merci de compléter l'article en donnant les références utiles à sa vérifiabilité et en les liant à la section « Notes et références ».
ImageMagick est un logiciel libre, comprenant une bibliothèque, ainsi qu'un ensemble d'utilitaires en ligne de commande, permettant de créer, de convertir, de modifier et d'afficher des images dans un très grand nombre de formats. Les images peuvent être découpées, les couleurs peuvent être modifiées, différents effets peuvent être appliqués aux images, les images peuvent subir des rotations, il est possible d'y inclure du texte, des segments, des polygones, des ellipses et des courbes de Bézier, etc.
ImageMagick est un logiciel libre : sa licence est compatible avec la licence GNU GPL. Il est disponible sur la plupart des plates-formes. ImageMagick est une marque déposée.
La plupart des fonctionnalités d'ImageMagick peuvent être utilisées en ligne de commande, mais souvent, toutefois, ImageMagick est combiné avec d'autres programmes écrits dans des langages comme Perl, C, C++, Python, Ruby, PHP, OCaml ou Java, pour lesquels des interfaces prêtes à l'emploi (PerlMagick, Magick++, PythonMagick, RMagick, MagickWand pour PHP et JMagick) sont disponibles. Cela permet de manipuler des images de façon plus automatisée. 
ImageMagick utilise les nombres magiques pour identifier les différents formats d'image qu'il manipule.

## Historique
- C'est la société du Pont de Nemours et compagnie qui est à l'origine de ce logiciel, désormais c'est la fondation à but non lucratif ImageMagick Studio LLC qui développe le logiciel.
- Un fork d'ImageMagick à sa version 5.5.2 a donné naissance à GraphicsMagick, mais l'échange de code subsiste entre ces deux avatars.

## Avantages
Traitement en lot des fichiers images. Par exemple : redimensionner tous les fichiers images inclus dans un répertoire.